# Gelo V
Gelo V é uma fase da água cristalina monoclínica, formada por meio do resfriamento de água a 253 K a 500 MPa. Possui um estrutura complicada, incluindo anéis com 4 membros, 5 membros, 6 membros e 8 membros e um total de 28 moléculas na unidade celular. O interior de Ganímedes provavelmente inclui um oceano de água líquida de dezenas a centenas de quilômetros de gelo V em sua base.